# Kortevleugelopsluiting
De kortevleugelopsluiting is een speltype in het dammen waarin een speler met 3 schijven minstens 3 schijven van zijn tegenstander in bedwang houdt. Kenmerkend voor een kortevleugelopsluiting zijn witte schijven op 26, 27 en 32 en zwarte schijven op 16, 17 en 21 maar het speltype bestaat uiteraard ook met verwisselde kleuren. In de praktijk staan achter de kenmerkende schijven vaak schijven die door de opsluiting ook een min of meer gebonden karakter hebben. 

## Praktijkvoorbeeld op wereldtopniveau (Tsjizjov - Georgiev, WK 2007)
In de zevende ronde van het Wereldkampioenschap dammen 2007 in Hardenberg liet Alexander Georgiev zich met zwart door Aleksej Tsjizjov in de kortevleugelopsluiting nemen om zich er met voordeel uit te ruilen. 
Zie diagram. 
1. .... 17-22!
2. 28×17 21×12 Wit krijgt nu last van een topzware lange vleugel en een kleinere temporeserve.
3. 33-28 15-20
4. 43-39 20-24
5. 49-43 24-30
6. 38-33 9-14
7. 43-38 30-35
8. 44-40 35×44
9. 39×50 14-20
10. 27-22 18×27
11. 31×22 16-21
12. 26×17 12×21
13. 33-29 23×34
14. 22-18 13×31
15. 36×7 34-39
16. 7-1 39-43
17. 1-18 19-24
18. 32-28 43-48
19. 18-40 48-31
20. 40-49 20-25
21. 28-23 31-4
22. 49-21 4-10
23. 21×3 10×28
24. 3-12 6-11
25. 12-21 11-16
26. 21-12 28-39
27. 12-7 16-21
28. 7-2 24-29
29. 2-7 29-33
30. 7-2 39-48
31. 50-44 48-37 Wit moet met 2-16-49 de zwarte schijf op 33 van dam afhouden.
32. 44-40? 33-38!
33. 40-34 21-26
34. 2-7 37-19
35. 7-2 19-35
36. 34-29 35-44
37. 29-23 44-22
38. 2-24 38-43
39. 23-19 43-49
40. 24-15 22-4 en wit gaf op.